# Simitidion agaricographum
Simitidion agaricographum là một loài nhện trong họ Theridiidae.
Loài này thuộc chi Simitidion. Simitidion agaricographum được miêu tả năm 1982 bởi Levy & Amitai.